# Atena (rakieta)

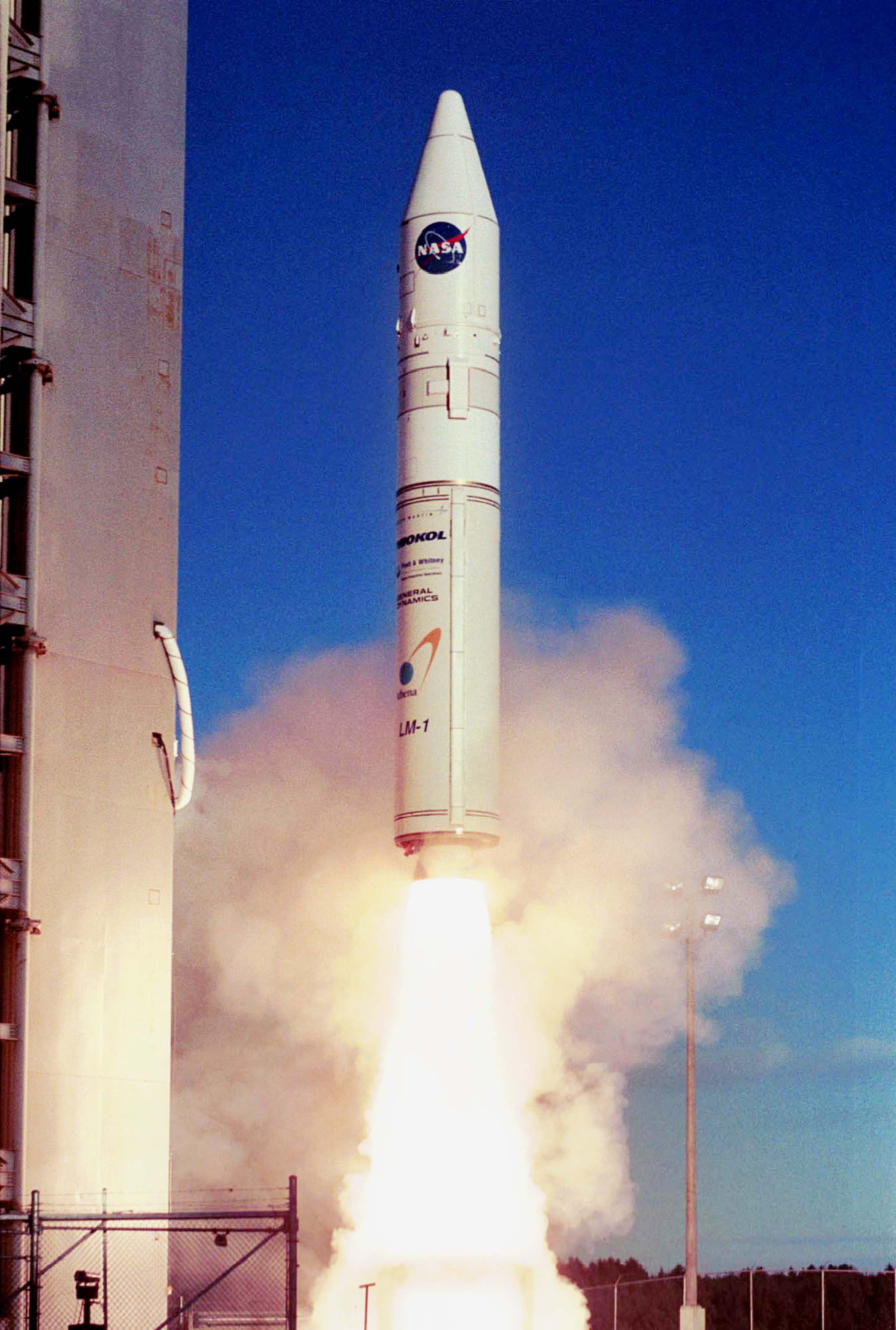
Rakieta Atena 1 startuje z wyspy Kodiak na Alasce (30.09.2001)

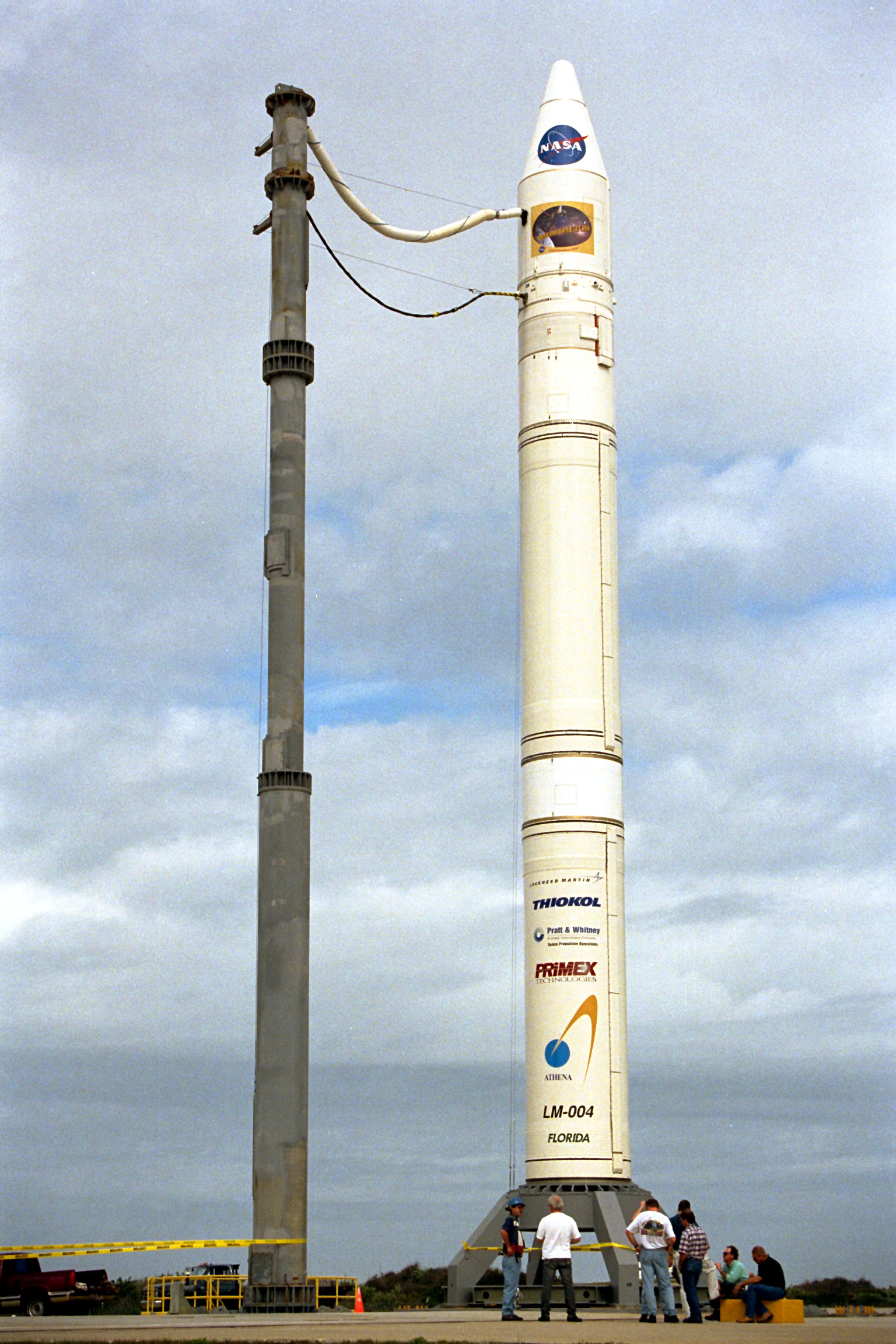
Rakieta Atena 2 z sondą Lunar Prospector

Atena (znana także jako LLV – Lockheed Launch Vehicle i LMLV – Lockheed Martin Launch Vehicle) – amerykańska rakieta budowana z funduszy prywatnych przez firmę Lockheed, a następnie przez Lockheed Martin.

## Wersje
Rakieta Atena startowała w dwóch wersjach – trzyczłonowej (Atena 1) i czteroczłonowej (Atena 2). Planowana była także pięcioczłonowa Atena 3.
|                | Atena 1   | Atena 2    | Atena 3    |
| -------------- | --------- | ---------- | ---------- |
| Ilość stopni   | 3         | 4          | 5          |
| Długość        | 18,90 m   | 28,20 m    | 28,20 m    |
| Średnica       | 2,36 m    | 2,36 m     | 2,36 m     |
| Masa całkowita | 66 300 kg | 120 700 kg | 146 800 kg |
| Ciąg startowy  | 1449 kN   | 1449 kN    | 2140 kN    |

### Atena 1
Pierwszy stopień (Castor-120) oparty jest na silniku Castor 120, drugi (ESBM) na silniku SRM-1, trzeci (OAM) zawierający konfigurowalny moduł orbitalny posiada silnik MR-107.

### Atena 2
Pierwszy i drugi stopień (Castor-120) oparte są na silniku Castor-120, trzeci (ESBM) na silniku SRM-1, czwarty (OAM) zawiera konfigurowalny moduł orbitalny.

### Atena 3
Pierwszy stopień miał być oparty na silniku Castor 4A, drugi i trzeci na silniku Castor 120, czwarty zaś na silniku SRM-1. Piąty stopień miał zawierać konfigurowalny moduł orbitalny.

## Starty
Rakiety Atena 1 i 2 wykonały łącznie 7 startów, z czego 5 zakończyło się powodzeniem. Daje to niezawodność równą 71,5% (75% dla rakiety Atena 1 i 66,6% dla rakiety Atena 2).
| Data             | Typ     | Numer seryjny | Miejsce startu              | Ładunek                                 | Rodzaj ładunku                       | Uwagi         |
| ---------------- | ------- | ------------- | --------------------------- | --------------------------------------- | ------------------------------------ | ------------- |
| 15 sierpnia 1995 | Atena 1 | DLV           | Vandenberg, SLC-6           | GemStar 1 (VitaSat 1)                   | Komercyjny satelita komunikacyjny    | Niepowodzenie |
| 22 sierpnia 1997 | Atena 1 | LM-2          | Vandenberg, SLC-6           | Lewis (SSTI 1)                          | Satelita obserwacji Ziemi, NASA      | Sukces        |
| 7 stycznia 1998  | Atena 2 | LM-4          | Przylądek Canaveral, SLC-46 | Lunar Prospector, NASA                  | Sonda księżycowa                     | Sukces        |
| 27 stycznia 1999 | Atena 1 | LM-6          | Przylądek Canaveral, SLC-46 | ROCSAT 1                                | Tajwański satelita obserwacji Ziemi  | Sukces        |
| 27 kwietnia 1999 | Atena 2 | LM-5          | Vandenberg, SLC-6           | IKONOS 1                                | Komercyjny satelita obserwacji Ziemi | Niepowodzenie |
| 24 września 1999 | Atena 2 | LM-7          | Vandenberg, SLC-6           | IKONOS 2                                | Komercyjny satelita obserwacji Ziemi | Sukces        |
| 30 września 2001 | Atena 1 | LM-1          | Kodiak, LP-1                | Starshine 3, PICOSat, PCSat 1, SAPPHIRE | Cztery mikrosatelity                 | Sukces        |